# 30835 Waterloo
30835 Waterloo este o planetă minoră (asteroid) din centura de asteroizi. A fost descoperită pe 21 noiembrie 1990 la Observatorul La Silla de Eric Walter Elst și a fost numită după Waterloo. 
Obiectul prezintă o orbită caracterizată de o semiaxă mare de 2,3868892 UAi, o excentricitate de 0,14, o înclinație de 5,28595 ° în raport cu ecliptica.